# アパッチ・リボルバー
アパッチ・リボルバー、別名アパッチ・ピストルまたはアパッチ・ナックルダスターは、他の武器を複数一体化した拳銃である。これはダガーで突き、ナックルで殴り、更に発砲する愚連隊の絶好の喧嘩道具となり、アパッシュとして知られる1900年代初期のフランス犯罪社会の一党により悪名を轟かせた。

## 構造

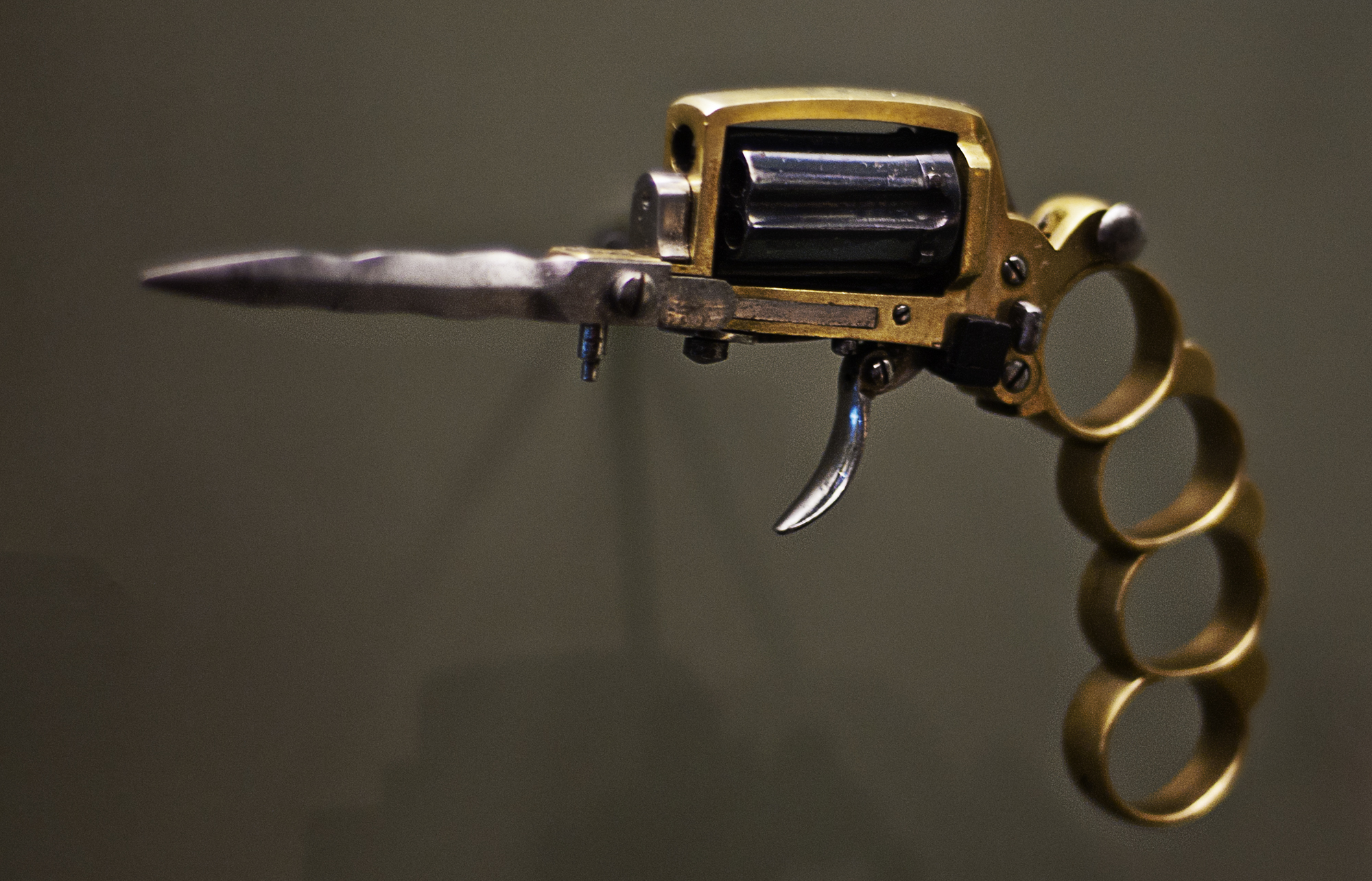
アパッチ・リボルバー。リエージュの博物館収蔵品。

アパッチ・ピストルはピンファイア式のペッパーボックスピストルである。グリップ部分となる折畳み可能なナックルダスターと合体している。また、一体化された稚拙な折り込み式のダガー（短剣）が付属している、白兵戦にも対応可能な複合武器である。ただし、実用性はあまり高くない。
ダブルアクションで作動するため、撃鉄は無鶏頭で指かけはない。引き金はトリガーガードを欠くため危険で、前方に展開するダガーは回転して収納可能だが、固定用のフックに引っかけるだけなので外れ易かった。ソリッドフレームで装填は回転軸を抜いてシリンダーそのものを外して行うので、素早いリロードは期待出来ない。
特徴として本銃の全ての主要な部品を弾倉の方へ向けて内側に折り畳むことができ、容易にポケットの中へ隠匿可能だった。しかし、折り畳んで携帯するにしてもピンファイア実包の雷管はシリンダーから飛び出していて、服地などに引っかかって雷管が叩かれ、暴発する危険はあった（当然、ナックルダスターを使用した場合も、殴って握り込んだ拍子に暴発の危険性がある）。通常、回転式銃器でトリガーガードや安全装置の付かないこの種の兵器をバッグやポケット内に忍ばせる際には、撃鉄の下りている薬室から弾薬を抜いておき、暴発を予防するが、ピンファイアなので撃鉄が下りている先の実包を抜いていても、残りの雷管は無頓着にシリンダーから突き出ているので、暴発を防ぐためには全ての薬室から実包を抜くしか方法はなかった。
性能的にはシリンダー内にライフリングが施されていたのかは不明なうえ、銃身の欠如から、このペッパーボックスの有効射程は非常に限定された。照星と照門を欠き、正確に狙いをつけることは出来ず、また拳銃の口径から非常に限られた火力しか持たなかった。使用弾薬の7×27mm弾は銃身が付いた火器から射出されていても、威力は低かった。この限定された性能にもかかわらず、この銃は至近距離では致死性を証明した。
類似品として同様にピンファイア実包を使用する、フランスの「DELHAXHE」（デリハクシェ）と呼ばれたナックルダスターピストル。「DD(E)3313」の名称で知られるセンターファイア実包を用いるペッパーボックス拳銃が、イギリスの特殊作戦執行部により第二次世界大戦中に試作された。しかし、本銃との直接的な関連性はない。